# Кривая, Софья Авсеевна
Со́фья Авсе́евна Крива́я (1894, м. Городок Витебской губернии — 1919, Уфа) — участница революционного движения на Урале, одна из руководителей большевистского подполья в период мятежа белочехов и режима Колчака. Погибла в уфимской тюрьме.
Именем Сони Кривой названы улицы в городах Челябинской области: Челябинске, Коркино, Троицке и посёлке Увельском.

## Биография
Сестра знаменитой челябинской революционерки Риты Исааковны (Айзиковны) Костяновской. С 1902 жила в Челябинске. Отец — Авсей Кривой — разнорабочий. Мать — Хана Моисеевна Костяновская. Соня окончила приходскую школу, поступила в женскую гимназию. Занималась в кружке политического самообразования, выполняла ряд подпольных заданий, в том числе организовывала сбор денег среди учащейся молодёжи в помощь политзаключённым. В 14 лет в первый раз арестована за связь с организацией РСДРП(б), но как несовершеннолетняя отпущена. После исключения из гимназии работала ученицей, затем фармацевтом в аптеке. В 1915 году вступила в РСДРП(б), являлась членом руководства профсоюза медработников. После Февральской революции находилась на партийной работе в Троицке, затем в Челябинске принимала деятельное участие в работе штаба по формированию отрядов Красной гвардии. В период борьбы с «дутовщиной» — комиссар и пулемётчица красногвардейского отряда. После захвата города белочехами входила в состав подпольного горкома РКП(б), проводила агитацию среди солдат, отвечала за конспиративные и явочные квартиры. Соратники называли её «матерью подпольной организации». В феврале 1919 года участвовала в работе съезда представителей подпольных организаций Урала и Сибири (в Омске). Затем по заданию руководства посетила ряд сибирских организаций с целью подготовки восстания. По возвращении в Челябинск 29 марта арестована. После допросов и пыток переправлена в уфимскую тюрьму, где погибла в ночь с 17 на 18 мая 1919 года.